# EXL Service
EXL Service (NASDAQ: EXLS

) er en amerikansk it-konsulentvirksomhed indenfor analyse og digitale løsninger til forsikring, sundhed, finansiel service, medier og detailhandel. De har hovedkvarter i New York, og de har over 37.000 ansatte.
EXL blev etableret i 1999 af Vikram Talwar og Rohit Kapoor.